# Гидросульфат лития
Гидросульфа́т ли́тия — неорганическое соединение,
кислая соль лития и серной кислоты с формулой LiHSO4,
бесцветные кристаллы,
растворяется в воде.

## Получение
- Реакция концентрированной серной кислоты и сульфата лития:

{\displaystyle {\mathsf {Li_{2}SO_{4}+H_{2}SO_{4}\ {\xrightarrow {60^{o}C}}\ 2\ LiHSO_{4}}}}

## Физические свойства
Гидросульфат лития образует бесцветные кристаллы моноклинной сингонии, пространственная группа P 21/c, параметры ячейки a = 0,5234 нм, b = 0,7322 нм, c = 0,8363 нм, β = 90,02°, Z = 4.
Растворяется в воде.
Образует кристаллогидраты состава LiHSO4·n H2O, где n = 1 и 2.